# Фісун Іван Семенович
Іван Семенович Фісун (10 березня 1935? — ?) — український радянський діяч, новатор виробництва, токар Запорізького трансформаторного заводу Запорізької області. Депутат Верховної Ради УРСР 4-го скликання.

## Біографія
З 1950-х років — токар Запорізького трансформаторного заводу Запорізької області. Новатор. Одним із перших на заводі застосовував силове різання по методу Колосова, виготовляв різці власної конструкції.
З січня 1954 року очолював бригаду токарів відмінної якості в кріпильно-механічному цеху Запорізького трансформаторного заводу. У 1954 році виконкомом Запорізької обласної ради депутатів трудящих Іванові Фісуну присвоєно звання «Кращий токар Запорізької області».
Потім — на пенсії у місті Запоріжжі.

## Нагороди
- ордени
- медалі